# Error (노래)
《Error》은 빅스의 두 번째 미니 음반의 타이틀 곡이다. 2014년 10월 14일에 발표하였다.